# Schak Suprikjan
Schak Suprikjan (russisch Жак Суприкян, armenisch Ժակ Սուփրիկյան; * 1. Juli 1937 in Leninakan; † 8. November 2011 in Jerewan, Armenien) war ein sowjetischer Fußballspieler.

## Laufbahn
Suprikjan spielte in seiner aktiven Karriere für FC Schirak Leninakan, Spartak Moskau, Spartak Jerewan, FC Ararat Jerewan und beendete seine Karriere bei Tschornomorez Odessa. Suprikjan erlitt am 8. November 2011 einen Herzinfarkt und starb kurz darauf im Krankenhaus in Jerewan.